# Charles Masthoff
Charles Masthoff (Tanjung Priok, 8 juni 1886 – Den Haag, 14 april 1959) was een Nederlands kunstschilder en tekenaar.

## Levensloop
Hij was het zevende kind van Evert Barend Masthoff (1848-1930), controleur 1e klasse in Nederlands-Indië, en zijn vrouw Maria Theodora Toorop (1857-1913), een zus van beeldend kunstenaar Jan Toorop. Zijn jongste zus was de zangeres Sienna Masthoff. Volgens een door Charles Masthoff zelf geschreven Genealogie der Familie Masthoff en aanverwante families, was het huwelijk van zijn ouders "verre van gelukkig". De karakters van zijn "Hollandsche" vader en dat van zijn "zuiver Indische" moeder, bleken te ver uit elkaar te liggen. In 1902 ging zijn vader met pensioen en verhuisde het gezin Masthoff-Toorop naar Den Haag.
In 1906 ging Masthoff op zichzelf wonen. Op enig moment in zijn leven had Masthoff een zwaar ongeluk, waardoor hij een arm en een been verloor. Mogelijk was dit een reden om voor een loopbaan als schilder te kiezen. Wanneer hij dit besluit nam is onbekend. Zijn vroegst bekende werk is gedateerd 1912.
In 1923 vestigde hij zich in Rijswijk. Dat jaar ook werd hij lid van de Kunstkring Delft. Hij nam regelmatig deel aan de tentoonstellingen die deze kunstenaarsvereniging organiseerde. In mei 1929 hield Masthoff een solotentoonstelling in het gebouw van de afdeling bouwkunde van de Technische Hogeschool Delft. In 1932 nam hij deel aan de Crisistentoonstelling in Pulchri Studio in Den Haag. Zijn schilderij Zonnebloemen werd toen aangekocht door prinses Juliana. In 1945 trouwde hij op 59-jarige leeftijd met Frederika Janssen Steenberg (1897-1984), de dochter van een "vrachtrijder". Tegen deze tijd woonde hij in Den Haag, waar hij in 1959 overleed.

## Werk
Masthoff werkte in een figuratieve stijl. Tot zijn onderwerpen behoren landschappen, genrevoorstellingen, diervoorstellingen, stillevens en portretten. Van zijn werk is een aantal tekeningen bewaard gebleven, maar – voor zover bekend – geen schilderijen. Volgens een recensent van de Delftsche Courant sprak uit zijn werk een "Sterk Aziatische geest".
- Biografisch Portaal: 12225637
- RKD-Nederlands Instituut voor Kunstgeschiedenis: 53901